# Moejadkatebarry
Moejadkatebarry je EP Maureen Tucker z roku 1987. Název alba vznikl z jmen čtyř hudebníků, kteří se na albu podíleli Moe (Maureen) Tucker, Jad Fair, Kate Messner a Barry Stock.

## Seznam skladeb
| Pořadí | Název                       | Autor                                                  | Délka |
| ------ | --------------------------- | ------------------------------------------------------ | ----- |
| 1.     | Guess I'm Falling In Love   | Lou Reed, John Cale, Sterling Morrison, Maureen Tucker | 4:28  |
| 2.     | Baby What You Want Me To Do | Jimmy Reed                                             | 2:44  |
| 3.     | Jad Is A Fink               | Kate Messer, Barry Stock, Maureen Tucker               | 1:36  |
| 4.     | Why Don't You Smile Now     | Lou Reed, John Cale, Vance, Phillips                   | 2:23  |
| 5.     | Hey Mr. Rain                | Lou Reed, John Cale, Sterling Morrison, Maureen Tucker | 4:06  |

## Sestava
- Maureen Tucker – bicí, zpěv
- Jad Fair – kytara, zpěv
- Kate Messer – kytara
- Barry Stock – baskytara, kytara
- Mark Jickling – kytara
- David Fair – harmonika
- John Drefuss – saxofon